# آتش سنت المو (فیلم)
آتش سنت المو (انگلیسی: St. Elmo's Fire) یک فیلم آمریکایی به کارگردانی جوئل شوماخر است که در سال ۱۹۸۵ منتشر شد.

## داستان
چند دوست که به تازگی کالج را به پایان رسانده‌اند با مشکلات دوران بزرگ‌سالی روبرو می‌شوند. مشکل اصلی آنها این است که همه آنها خودخواه و نفرت‌انگیز هستند.

## بازیگران
- امیلیو استیوز
- راب لو
- اندرو مک‌کارتی
- دمی مور
- جود نلسن
- آلای شیدی
- مر وینینگام
- اندی مک‌داول
- مارتین بالسام
- بلیک کلارک
- جینا هکت
- جنی رایت
- جویس وان پاتن